# محمد بن علي العمراني الجوطي
أَبُو عبد الله مُحَمَّد بن عَليّ الإدريسي الجوطي العمراني بايعه أهل فاس سلطانا على المغرب الأقصى في رمضان 869 هـ، بعد سقوط آخر ملوك بني مرين. استمر في الحكم بين 1465 - 1471م.
يعود أصله من بَيت بني عمرَان، وهي فرقة من أدارسة فاس ونقباء أهل الْبَيْت هُنَاكَ. والجوطي نِسْبَة إِلَى قرية جوطة اندثرت بداية حكم بنو مرين.

## مبايعته وحكمه المغرب
بعد أن اضطربت أحوال الدولة المرينية في عهد السلطان عبد الحق بن أبي سعيد، آخر ملوك بني مرين، بسبب وقعته الكبرى في بني وطاس، الذين أقام لهم مذبحة سنة 1458م، وتوليته اليهودي هارون بن بطاش كبير وزراءه، الذي استبد بسلطته، فهاج الناس وأعلنوا خلع السلطان عبد الحق وبايعوا نقيب الأشراف في فاس محمد الجوطي العمراني، الذي قام باعتقال عبد الحق وانتزع منه خاتم الملك وقاده إلى مصرعه، فضُربت عنقه فانقرضت به دولة بن مرين. وكان كتاب «نصح ملوك الإسلام بالتعريف بما يجب عليهم من حقوق آل البيت الكرام» لابن السكاك المكناسي أثر بالغ في تعزيز النفوذ السياسي لآل البيت في تلك الفترة الأخيرة من دولة بني مرين.
غير أنّ إمارة الجوطي لم تدم طويلا، إذ سرعان ما خلعه أبو الحجاج يوسف بن منصور الوطاسي، وبقيت فاس في يد أخت أبي الحجاج زهور الوطاسية مع قائده السجيري إلى أن تولى الأمر محمد الشيخ الوطاسي.

## حياته بعد الحكم
بعد فترة وجيزة من تنحيته من السلطة ترك الجوطي المغرب واختار المنفى في تونس.